# 광양군
| Daedongyeojido (Gyujanggak) 18-04.jpg | Daedongyeojido (Gyujanggak) 18-03.jpg |
| Daedongyeojido (Gyujanggak) 19-04.jpg | Daedongyeojido (Gyujanggak) 19-03.jpg |

광양군(光陽郡)은 전라남도 광양시의 이전 행정 구역으로, 1995년 1월 1일 동광양시와 통합하여 도농복합도시가 되었다.

## 역사
- 고려시대 940년(태조 23년) 지금 이름인 광양(光陽)으로 개명하였다.
- 983년(성종 2년) 전국에 12목(牧)을 두면서 승평군이 승주목(昇州牧)으로 승격되었다.
- 1108년(예종 3년) 또는 1172년(명종 2년) 감무를 배치하면서 처음으로 순천에서 분리되었다. 그로 인해 총 18곳의 향·소·부곡이 광양현의 관할로 들어갔다.[2]
- 조선시대 1392년 조선왕조가 건국되면서 감무가 현감으로 바뀜으로서 완전히 독립된 행정단위가 되었다.
- 1597년 고니시 유키나가의 일본군이 광양읍성을 점령했다가 전라병사 이광악, 구례현감 이응서 등의 조선군에 탈환, 이로 인해 읍 전체가 폐허화되어 순천도호부로 일시 통폐합되었다가 복구되었다.
- 1600년 ~ 1604년 행정관의 실수로 읍이 혁파당했다가 복구되었다.
- 면리제가 확립되면서 광양현 내에 12개면이 구획되었다. 1789년 기준 광양현인구는 3,706호구 인구17,586명, 여자쪽이 남자보다 약간 많았다.

12면 - 우장면(牛藏面), 사라곡면(沙羅谷面) 또는 사곡면(四谷面), 골약면(骨若面) 또는 칠골약면(七骨若面), 옥곡면(玉谷面), 진상면(津上面), 진하면(津下面), 월포면(月浦面), 다압면(多鴨面), 칠성면(七星面), 인덕면(仁德面), 내면(內面), 옥룡면(玉龍面)
- 1869년(고종 6년)과 1889년(고종 26년) 2차에 걸쳐 농민봉기가 발발했다.
- 1894년 동학농민운동이 발발하자 광양관내에서 다수의 동학교도가 체포, 살해당했다.
- 1895년 6월 23일(음력 윤5월 1일) 23부府제로 행정구역이 재편되면서 현(縣)제도가 폐지되었기 때문에 군(郡)으로 승격되어 남원부 관할 광양군이 되었다.[3]
- 1896년 8월 4일 13도제로 전라남도에 속하여 4등군이 되었다.[4]
- 1896년(건양 1년) 2월에 돌산군이 신설되면서 광양군에 속했던 9개 섬이 이에 편입되었다.
- 1914년 4월 1일 돌산군 태인면(묘도 제외)을 편입하였다.[5]

| 조선총독부령 제111호 |             |                                                                |
| 구 행정구역 | 신 행정구역 | 신 행정구역                                                    |
| 광양군 사곡면(紗谷面) 제비리/통천리/억만리/본정리, 검단리/관동리/와룡리/강정리/기두리 일부, 가장리/외동리/익신리, 대사리/소사리/죽곡리/호암리/임동리/직동리/백동리/완계리/(골약면) 중양리 일부, 현월리/초남리                                                                                    | 광양면      | 사곡리, 용강리, 익신리, 죽림리, 초남리                         |
| 광양군 우장면(牛藏面) 목과리 일부/개성리/성황리, 교촌리/내우리/월피리/산저리 일부, 목과리/동외리/성내리/신흥리 일부/(인덕면) 인서리 일부 | 광양면      | 목성리, 우산리, 읍내리                                         |
| 광양군 칠성면(七星面) 당촌리/신기리/마산리 일부/서외리 일부, 성북리/마산리 일부/서외리 일부/(우장면) 성북리/산저리 일부/(인덕면) 인서리 일부 | 광양면      | 구산리, 칠성리                                                 |
| 광양군 인덕면(仁德面) 회암리/덕산리/예구리/무선리/주령리/동지리 일부/(순천군 용두면) 응봉리 일부, 월평리/도청리 일부, 봉정리/해창리/세승리/신풍리/중여리/귤도리/(용두면) 봉서리 일부/산두리 일부, 인동리/도청리 일부, 인서리 일부/(우장면) 신흥리 일부                                           | 인덕면      | 덕례리, 도월리, 세풍리, 인동리, 인서리                         |
| 광양군 봉강면(鳳岡面) 마치리/시목리/구서리/정자리, 조양리/봉계리/상봉리/하봉리/당저리, 석평리/내저리/월곡리/부현리, 사직리/지룡리/지경리/동석리/서석리/옥현리/(칠성면) 마산리 일부/(순천군 서면) 학동리 일부, 양춘리/개룡리/영수리/안치리/신촌리 일부, 각비리/지곡리/사우리/보운리/작정리/토점리 | 봉강면      | 구서리, 봉당리, 부저리, 석사리, 신룡리, 조령리, 지곡리         |
| 광양군 골약면(骨若面) 대근리/대화리/도이리/지동리, 사동리/마돌리/와우리 일부, 용성리/정산리/성황리/수간리, 군장리/재동리/중양리 일부, 세동리/중동리/용소리/오류리/행정리/불로리/내도리/(돌산군 태인면) 길도, 황방리/염포리/금곡리/고길리, 황곡리/현곡리/통사리/벌등리/장길리                     | 골약면      | 도이리, 마동리, 성황리, 중군리, 중동리, 황금리, 황길리         |
| 돌산군 태인면(太仁面) 도촌리/장내리/용지리, 금도리/삼화도리/비운도리 | 골약면      | 태인리, 금호리                                                 |
| 광양군 옥룡면(玉龍面) | 옥룡면      | 동곡리, 산남리, 용곡리, 운곡리, 운평리, 율천리, 죽천리, 추산리 |
| 광양군 옥곡면(玉谷面) 도촌리/영수리/하광리/(골약면) 와우리 일부, 대리/백양리/오동리/죽치리, 부두리/백암리/사동리/묵방리/삼존리, 오류리/상선리/하선리, 수평리, 의암리/신진리/금촌리/신기리 일부, 상원리/하원리/청용리/월곡리/신기리 일부, 장기리/임천리/장동리                                    | 옥곡면      | 광영리, 대죽리, 묵백리, 수평리, 선유리, 신금리, 원월리, 장동리 |
| 광양군 진하면(津下面) 장좌리/내망리/외망리/구룡리, 선소리/이정리, 마동리/방죽리/용연리/구덕리, 아동리/신답리/신덕리, 진목정리/삼정리/선동리/중산리, 차동리/사동리 | 진월면      | 망덕리, 선소리, 마룡리, 신아리, 진정리, 차사리                 |
| 광양군 월포면(月浦面) 금동리/신송리/구송리/마현리, 구동리/신기리, 오추리/추동리/사평리/돈탁리, 월포리/문암리/월등리/가길리 | 진월면      | 송금리, 신구리, 오사리, 월길리                                 |
| 광양군 진상면(津上面) | 진상면      | 금이리, 비평리, 섬거리, 어치리, 지원리, 청암리, 황죽리         |
| 광양군 다압면(多鴨面) | 다압면      | 고사리, 금천리, 도사리, 신원리, 하천리                         |
9면 : 광양면, 봉강면, 인덕면, 옥룡면, 골약면, 옥곡면, 진상면, 다압면, 진월면
- 1915년 1월 1일 전라남도 광양군 다압면 일부를 경상남도 하동군에 편입하였다.[6]
- 1925년 4월 1일 인덕면[7]을 광양면에 합면하였다. (8면)
- 1949년 8월 14일 광양면을 광양읍으로 승격하였다.[8] (1읍 7면)
- 1966년 6월 1일 골약면 태인리, 금호리를 관할하는 태인출장소를 설치하였다.[9]
- 1973년 7월 1일 골약면 송장리(소륵도, 늑도, 장도, 송도)를 여천군 율촌면에 편입하였다.[10]
- 1981년 11월 4일 광양제철소 입지가 확정되었다.
- 1983년 2월 15일 골약면 태인출장소를 태금면으로 승격하였다.[11] (1읍 8면) 동시에 옥룡면 운곡리 일부를 광양읍 우산리로, 진월면 진정리 일부를 진상면 청암리로 편입하였다.
- 1986년 1월 1일 골약면, 태금면, 옥곡면 광영리를 관할하는 전라남도 광양출장소가 설치되었다.[12]
- 1987년 1월 1일 옥곡면 광영리가 골약면으로 편입되었다. 이와 동시에 승주군 해룡면 복성리 일부가 광양읍 덕례리로, 봉강면 지곡리 일부가 광양읍 구산리로 편입되었고, 여천시 묘도동 일부가 광양군 태금면으로 편입되었다.[13]
- 1989년 1월 1일 광양군 골약면·태금면 일원을 관할로 동광양시가 설치되었다.[14] (1읍 6면)
- 1995년 1월 1일 동광양시와 광양군을 광양시로 통합하였다.[15]
- 1998년 11월 5일 황금동과 성황동을 골약동으로 통폐합하고, 금당동을 금호동에 합동하였다.[16]